# Francimar Duarte Arruda
Francimar Duarte Arruda (Fortaleza, CE – 13/11/1948) é uma filósofa brasileira que tem como um dos seus centros de interesse as teorias do imaginário. Construiu uma extensa e profícua carreira acadêmica nacional e internacional em universidades públicas e particulares. Doutorou-se no ano de 1993   em Filosofia da Educação na Universidade Federal do Rio de Janeiro, UFRJ, com a tese Imaginário Social e Educação: Fundamentos Filosóficos, tendo como orientador o Dr. Newton Lins Buarque Sucupira.  Tem vários trabalhos publicados, entre eles, “Elucubrações sobre a Política Contemporânea” (2013) em que trata de questões relacionadas à Ética e Política. 
Concluiu o mestrado em filosofia (1980) na Universidade Federal do Rio de Janeiro, UFRJ, com a dissertação A Teoria da Significação em Paul Ricoeur, tendo como orientadora a Dra. Creusa Capalbo[ligação inativa].  Realizou o pós-doutorado na Université de Bourgogne, UB, na França.
Escreveu vários capítulos de livros, sendo os mais recentes, “Elucubrações sobre a política contemporânea”, do livro Filosofia latino-americana: suas potencialidades seus desafios, organizado por Daniel Pansarelli, “Quem construirá o socialismo no século XXI”, no livros Ética e Filosofia crítica na construção do socialismo no século XXI, organizado por Antonio Rufino  e “Filosofia e Psicanálise: a contribuição de Merleau-Ponty”, do livro Merleau-Ponty em João Pessoa, organizado por Iraquitan Caminha. Sua produção acadêmica  contempla ainda publicações em revistas, periódicos e anais de congressos no Brasil e no exterior.
É membro do GT Ética e Cidadania da Associação Nacional de Pós Graduação em Filosofia (ANPOF) e pesquisadora do CRII – Centro de Pesquisas sobre o Imaginário Internacional (França).  Foi professora adjunta na Universidade Federal Fluminense, UFF, até o ano de 2004, quando aposentou-se. Atua como  pesquisadora no Centro de Filosofia e Ciências Humanas, na Universidade Federal do Rio e Janeiro, UFRJ e na Libera Universitá di Lingue e Comunicazione, IULM, Itália e como professora na Pontifícia Universidade Católica do Rio de Janeiro, PUC - RJ

## Trajetória Acadêmica
Graduou-se em Filosofia no ano de  1972 na Universidade Federal do Rio de Janeiro, UFRJ. Nesta mesma Universidade concluiu o aperfeiçoamento e especialização em História da Filosofia  em 1992, o Mestrado em Filosofia, no ano de 1980 e o doutorado, em 1993. Nos anos de 2001 e 2002 cursou o Pós-doutorado na  Université de Bourgogne, UB, França.
Atuou como professora da Universidade Federal Fluminense entre os anos de 1992 e 2004 e na Pontífice Universidade Católica do Rio de Janeiro, desde 1999 até os dias de hoje. 

## Obras
- ARRUDA, F. D. . Y-a-t-il un fondement ontologique du Mal?. Caietele Echinox , v. 24, p. 31-37, 2013.
- ARRUDA, F. D. . La rêverie au-delà de la représentation. Cahiers Gaston 	Bachelard , v. 12, p. 305-312, 2012.
- ARRUDA, F. D. . L´errance du bonheur. Caietele Echinox , v. 22, p. 336, 2012.
- ARRUDA, F. D. . Ética e alteridade. Prometeus (São Cristovão) , v. 9, p. 69-79, 2012.
- ARRUDA, F. D. ; CARRIJO, A. . Les voix du silence:sur la littérature d'aujourd'hui et de toujours. Caietele Echinox , v. 20, p. 39-45, 	2011.
- ARRUDA, F. D. . La coscienza mitica come purificazione. Polifemo , v. 2, p. 7, 2011.
- ARRUDA, F. D. . As raizes da criação. Redes (Vitória) , v. 15, p. 140-151, 2010.
- ARRUDA, F. D. . A linguagem do Imaginário. Letras de Hoje , v. 44, p. 14-19, 2009.
- ARRUDA, F. D. . Image et affection: esquisse d'une interprétation spinoziste. Cahier. Centre de Recherches sur l'Image le Symbole et le Mythe , v. 30, p. 117-124, 2008.
- ARRUDA, F. D. . Ética e Desamparo na Sociedade Comtemporânea. Ethica (Rio 	de Janeiro), v. 35, p. 117-126, 2008.
- ARRUDA, F. D. . O imaginário do Político. Filosofia Unisinos , v. 20, p. 30-35, 2008.
- ARRUDA, F. D. . Seria o "Imperativo Categórigo" um instrumento 	para a Paz. Filosofia Unisinos , v. 6, p. 194-202, 2005.
- ARRUDA, F. D. . Poezie si gândire la Heidegger. Revista de Studii Socio 	Umani , Romênia, p. 163-169, 2004.
- ARRUDA, F. D. . La rencontre avec Bachelard. Cahiers Gaston Bachelard , Dijon, p. 359-367, 2004.
- ARRUDA, F. D. . A dimensão epistêmica da imagem. Movimento (Porto Alegre), Niterói, n.9, p. 7-13, 2004.
- ARRUDA, F. D. . As múltiplas faces imaginárias do político. Filosofia Unisinos , São Leopoldo-RS, v. 6, n.9, p. 104-117, 2004.
- ARRUDA, F. D. . O Imaginário como Fonte de Comunicação. Ecos Revista, Univer. Católica de Pelotas, v. 8, n.1, p. 55-65, 2004.
- ARRUDA, F. D. . Les diableries de l'humour. Cahiers Gaston Bachelard, Bourgogne - França, v. 6, p. 79-88, 2004.
- ARRUDA, F. D. . "Sobre o Outro e a Solidão". Gênero , v. 5, p. 79-87, 2004.
- ARRUDA, F. D. . "Pensando a Educação Hoje". Prismas da Educação , v. 1, p. 22-30, 2004.
- ARRUDA, F. D. . Ao Encontro de Bachelard. Poiesis, Niterói, 2003.
- ARRUDA, F. D. . Algunas palabras sobre Bachelard. Revista de Teoria Del Arte , Chile, v. 8, p. 11-25, 2003.
- ARRUDA, F. D. . Le sertão brésilien: le dit et l'interdit. Memoria Ethnológica, Romênia, v. lll, n.6-7, p. 698-708, 2003.
- ARRUDA, F. D. . O possível encontro entre Poesia e Pensamento. Perspectiva Filosófica , v. IX, n.17, p. 157-169, 2003.
- ARRUDA, F. D. . Poezie si gândire la Heidegger. Revista de Stuii 	Socio-Umane, Craiova, n.2-3, p. 163-168, 2003.
- ARRUDA, F. D. . Sobre o Sertão nosso de cada dia. Poiesis, Niterói, v. 3, 	p. 17-31, 2002.
- ARRUDA, F. D. . O Niilismo na Poética de Fernando Pessoa. Poiesis, Niterói, v. 2, p. 15-35, 2001.
- ARRUDA, F. D. . A intersubjetivodade contempoprânea: os desvalidos de eros. Perspectiva (Erexim) , Florianópolis, v. 19, p. 389-405, 2001.
- ARRUDA, F. D. . Uma reflexão sobre a arte. Perspectiva Filosófica, v. 8, 	n.15, p. 91-119, 2001.
- ARRUDA, F. D. . Subjetividade e Alteridade no Hiato Existencial Contemporâneo. Psicologia Clínica Pós-Graduação e Pesquisa (PUC/RJ), Rio de Janeiro, v. 12, n.2, 2001.
- ARRUDA, F. D. . A Comunicação Estética : A contribuição da Poética de Aristóteles. Cadernos Gipe Cit, Salvador, v. 6, p. 56-67, 2000.
- ARRUDA, F. D. . O Estatuto Ontológico da Imaginação em Espinosa. Filosofia Unisinos , Porto Alegre, p. 30-47, 2000.
- ARRUDA, F. D. . O Pós-Moderno no Campo da Insignificância: um outro saber. Seaf, Rio de Janeiro, p. 10-21, 2000.
- ARRUDA, F. D. . O Sujeito na sociedade atual: desenlaces. Educação em Debate (CESA/UFC) , Fortaleza, v. 2, n.40, p. 20-35, 2000.
- ARRUDA, F. D. . A magia do conhecimento pela compreensão das veredas póticas: imaginário e educação. Educação em Debate (CESA/UFC), Fortaleza, v. 37, p. 33-45, 1999.
- ARRUDA, F. D. . A procura do educador filósofo: tempo perdido. Educação em Debate (CESA/UFC) , Fortaleza, v. 36, p. 15-27, 1998.
- ARRUDA, F. D. . O Imaginário marxista como profecia. Democracia Viva Ibase, Rio de Janeiro, v. 3, p. 20-31, 1998.
- ARRUDA, F. D. . Cultura, Imaginário e Filosofia. Revista de Antropologia 	(PPGA/UFPE), Recife, p. 61-76, 1997.
- ARRUDA, F. D. . O Olhar Multureferencial: uma proposta de conhecimento. Perspectiva (Erexim) , Florianópolis, v. 25, p. 53-69, 1996.
- ARRUDA, F. D. . Imaginário e Educação. Paradoxa Projetivas Múltiplas Em Educação, Niterói, v. 2, p. 73-95, 1996.
- ARRUDA, F. D. . A questão do Imaginário: a contribuição de Sartre. Revista Em Aberto, Brasília, p. 79-86, 1995.
- ARRUDA, F. D. . Perspectivas Profissionais dos Educadores no Final do 	Século. Paradoxa Projetivas Múltiplas Em Educação, Niterói, v. 1, p. 35-43, 1995.
- ARRUDA, F. D. . Elucubrações sobre a política contemporânea. In: Daniel Pansarelli. (Org.). Filosofia latino-americana: sua potencialidades seus desafios. 1ed.São Paulo: Terceira Margem, 2013, v. , p. 151-161.
- ARRUDA, F. D. . Quem construirá o socialismo no século XXI. In: Antonio Rufino. (Org.). Ética e filosofia crítica na construção do socialismo no séculoXXI. Nova Petrópolis: Nova hamonia, 2012, v. , p. 148-158.
- ARRUDA, F. D. . Filosofia e Psicanálise: a contribuição de Merleau-Ponty. In: Iraquitan Caminha. (Org.). Merleau-Ponty em João Pessoa. 1ed.João Pessoa: Ed. da UFPB, 2012, v. , p. 85-93.
- ARRUDA, F. D. . A relação ontológica homem-natureza: um exemplo para a violência da ética atual. In: Maria da Penha F. dos S. de 	carvalho; Jovino Pizzi. (Org.). Temas do capitalismo tardio: Ensaios de ética e filosofia política. Pelotas: Ed.UFPEL, 2011, v. , p. 	159-169.
- ARRUDA, F. D. . A crise da metafísica e a Literatura. In: Cecilia Pires; Luiz Rodhen. (Org.). Filosofia e Literatura. Ijui: Inujui, 2009, v. , p. 13-23.
- ARRUDA, 	F. D. . Des liens pour ce millénaire. In: Pierre Guenancia; 	Jean-Claude Gens. (Org.). Au risque de l'exixtence: Le mythe, la 	science et l'art. Dijon: EUD, 2009, v. , p. 9-16.
- ARRUDA, F. D. . Os desdobramentos éticos e estéticos dos complexos. In: Frrnando Magalhães. (Org.). Violência e perspectivas éticas da sociedade. Recife: Ed. Universitária, 2009, v. , p. 117-128.
- ARRUDA, F. D. . Le possibilità d'Altri. In: Paolo Proietti; Renato Bocali. (Org.). Le frontiere dell'alterià. Palermo: Sellerio, 2009, v. , p. 34-41.
- ARRUDA, F. D. . As diabruras do humor. In: Claudia Murta. (Org.). Ensaios em Filosofia e Psicanálise. Vitória: EDUFES, 2009, v. , p. 169-184.
- ARRUDA, F. D. . A esperança do século XXI. In: Janete Bonfati; Evaldo Kuiava. (Org.). Ética, política e subjetividade. 1ed.: Caxias do Sul, 2009, v. , p. 25-31.
- ARRUDA, F. D. . La question des complexes et leur dimension esthétique . In: MartineCourtais. (Org.). L imaginaire de feu: Approches Bachelardiennes . Lyon: Jacques André, 2008, v. , p. 65-71.
- ARRUDA, F. D. . Os paradoxos de Espinosa: razão e religião ressignificados. In: Jovini Pizzi; Cecília Pires. (Org.). Desafios 	Éticos e Políticos da Cidadania. 1ed.Ijuí - RS: ED.IJUÍ, 2006, v. 1, p. 75-86.
- ARRUDA, F. D. . Imaginário, verdade e educação. In: Nyrma Souza Nunes Azevedo. (Org.). Imaginário e Educação: relfexões teóricas e aplicações. 1ed.Campinas: Alínea, 2006, v. , p. 11-21.
- ARRUDA, F. D. . Image et affection: esquisse d'une interpretation 	spinosiste. In: Arruda, Francimar Duarte. (Org.). Figures - Cahiers 	sur límage, le symbole et le mythe. 1ed.Dijon: Université de Dijon, 2006, v. , p. 23-34.
- ARRUDA, F. D. . Devaneio e transcendencia. In: Marly Bulcão. (Org.). Bachelard: razão e imaginação. 1ed.Feira de Santana: ED.UEFS, 2005, v. 1, p. 75-86.
- ARRUDA, F. D. . A subjetividade na pós-modernidade: o espaço da toxicomania. In: BAPTISTA, Marcos. (Org.). Drogas e Pós-Modernidade: faces de um tema proscrito.. Rio de Janeiro: , 2003, v. , p. 10-21.
- ARRUDA, F. D. . As possíveis tensões entre sentido e alternidade. In: Cecília Pires. (Org.). Vozes Silenciadas. Rio Grande do Sul: Unijui, 2003, v. , p. 97-115.
- ARRUDA, F. D. . Os liames entre Nietzche e Fernando Pessoa. In: LINS, Daniel 	Soares. (Org.). Nietzche e Deleuze - Pensamento Nômade. Rio de 	Janeiro: Relume Dumará, 2001, v. , p. -.
- ARRUDA, F. D. . No rastro da nova era. In: TEIXEIRA, Maria Célia. (Org.). Imaginário, Cultura e Educação. São Paulo: , 1999, v. , p. 88-113.
- ARRUDA, F. D. . Tempo e Temporalidade: a patologia do tempo contemporâneo. In: PIRES, Cecília Pinto. (Org.). Ética e Cidadani. Porto Alegre: , 1999, v. , p. 131-144.
- ARRUDA, F. D. . A questão do Imaginário: implicações educacionais. In: 	VIEIRA, Marilene de Melo. (Org.). Filosofia, Educação e Imaginário Social. Viçosa: , 1998, v. , p. 67-89.
- ARRUDA, F. D. . Os olhares contemporâneos. In: LINHARES, Célia. (Org.). Políticas do Conhecimento: velhas contas, novos contos. Niterói: , 1998, v. , p. 27-39.
- ARRUDA, F. D. . As epistemologias multireferenciais do imaginário. In: PESSANHA, Eliana. (Org.). Tecendo Saberes. Rio de Janeiro: , 1997, v. , p. 13-24.
- ARRUDA, F. D. . Desafios Atuais da eco-existência. In: VASCONCELOS, Hedi Silva. (Org.). Educação Ambiental em Debate. Rio de Janeiro: , 1997, v. , p. 25-30.
- ARRUDA, F. D. . O Professor e o Estado. In: MARINHO, Victor. (Org.). Fundamentos Pedagógicos. Rio de Janeiro: , 1991, v. , p. 111-131.
- ARRUDA, F. D. . Hermenêutica da significação. In: CAPALBO, Creuza. (Org.). Fenomenologia e hermenêutica. Rio de Janeiro: , 1990, v. , p. 121-135.
- ARRUDA, F. D. . Linguagem e Existência. In: V CONGRESSO DA ASSOCIAÇÃO DE ESTUDOS DA LINGUAGEM, 1996, Rio de Janeiro. Anais da Assel.. Rio de Janeiro: UFRJ, 1996. p. 563-571.
- ARRUDA, F. D. . A Linguagem do Imaginário. In: IV CONGRESSO DA ASSOCIAÇÃO DE ESTUDOS DA LINGUAGEM (ASSEL), 1995, Rio de Janeiro. Resumos da Assel.. Niterói: UFF, 1995. p. 181-185.
- ARRUDA, F. D. . A transgressão como fundamento do espaço imaginário. In: XIII Ciclo de Estudos sobre o Imaginário Congresso Internacional, 2004, Recife. Cadernos de Resumos. Recife: UFPE, 2004. p. 21-21.
- ARRUDA, F. D. . Os Paradoxos de Espinosa: Religião e Razão Re-siginificados. In: XI Encontro Nacional de Filosofia da ANPOF, 	2004, Salvador. Livro de Atas. Salvador: ANPOF, 2004. p. 167-168.
- ARRUDA, F. D. . Entre o Passado (memória) e o futuro( imaginário): a hora do agora. In: XI CILCO DE ESTUDOS SOBRE O IMAGINÁRIO: IMAGINÁRIO E MEMÓRIA, 2000, Recife. Imaginário e Memória. Recife: UFPE, 2000. p. 22-23.
- ARRUDA, F. D. . O Trágico Contemporâneo : Sobre um enfoque poético. In: Reunião da ANPOF, 2000, Poços de Caldas. Atas do IV Encontro Nacional de Filosofia. Campinas: Fátima Évora (et.al), 2000. p. 51-52.
- ARRUDA, F. D. . A Intersubjetividade Contemporânea: Os desvalidos eros. In: 23 Reunião Anual da ANPED, 2000, Caxambu. Educação não é Privilégio. Rio de Janeiro: DP&Editora, 2000. p. 84-85.
- ARRUDA, F. D. . A Procura do Educador-Filósofo: Tempo Perdido. In: ANPED, 1998, Caxambu. 21ª Reunião Anual da ANPED. São Paulo: SDF Informática, 1998. p. 106-107.
- ARRUDA, F. D. . Tempo e Globalização. In: ANPOF, 1998, Caxambu. Livro de Resumos. Campinas: CLE-UNICAMP, 1998. p. 242-243.
- ARRUDA, F. D. . As Epistemologias Multireferenciais do Imaginário. In: JORNADA DE PESQUISADORES DO CENTRO DE FILOSOFIA DE CIÊNCIAS HUMANAS, 1996, Rio de Janeiro. Anais do Congresso do Cfch - UFRJ. Rio de Janeiro: UFRJ, 1996. p. 29-31.
- ARRUDA,  F. D. . Imaginário e Educação. In: 40ª ASSEMBLÉIA MUNDIAL DO 	INTERNATIONAL COUNCIL ON EDUCATION FOR TEACHING, 1995, Rio de  Janeiro. Anais de Congresso do Icet. Rio de Janeiro: UFRJ, 1995. p. 14-17.
- ARRUDA, 	F. D. . O Campo do Imaginário. In: JORNADA DE PESQUISADORES DO CENTRO DE FILOSOFIA DE CIÊNCIAS HUMANAS, 1995, Rio de Janeiro. Jornada de Pesquisadores do Centro de Filosofia e Ciências Humanas. Rio de Janeiro: UFRJ, 1995. p. 27-31.

## REFERÊNCIAS
https://www.escavador.com/sobre/2746575/francimar-duarte-arruda (informações coletadas do Lattes em 24/03/2018) Consulta em 21/Jul/2018

http://emaberto.inep.gov.br/index.php/emaberto/article/viewFile/1945/1914 Consulta em 21/Jul/2018